# Navjeet Kaur Dhillon
Navjeet Kaur Dhillon (ur. 6 marca 1995) – indyjska lekkoatletka specjalizująca się w rzucie dyskiem.
W 2011 bez awansu do finału startowała na mistrzostwach świata juniorów młodszych. Siódma zawodniczka mistrzostw Azji w Pune (2013). Rok później sięgnęła po srebro juniorskich mistrzostw Azji oraz stanęła na najniższym stopniu podium mistrzostw świata juniorów w Eugene.
Okazjonalnie startuje także w pchnięciu kulą. Ma w dorobku brązowy medal mistrzostw Azji juniorów w tej konkurencji (2014).
Rekord życiowy w rzucie dyskiem: 56,36 (25 lipca 2014, Eugene).

## Osiągnięcia
| Rok  | Impreza                               | Miejsce         | Lokata            | Wynik |
| ---- | ------------------------------------- | --------------- | ----------------- | ----- |
| 2011 | Mistrzostwa świata juniorów młodszych | Lille Metropole | el. – 20. miejsce | 44,46 |
| 2013 | Mistrzostwa Azji                      | Pune            | 7. miejsce        | 45,33 |
| 2014 | Mistrzostwa Azji juniorów             | Tajpej          | 2. miejsce        | 53,66 |
| 2014 | Mistrzostwa świata juniorów           | Eugene          | 3. miejsce        | 56,36 |